# Gwatt
Gwatt ist ein Stadtteil von Thun in der Schweiz.

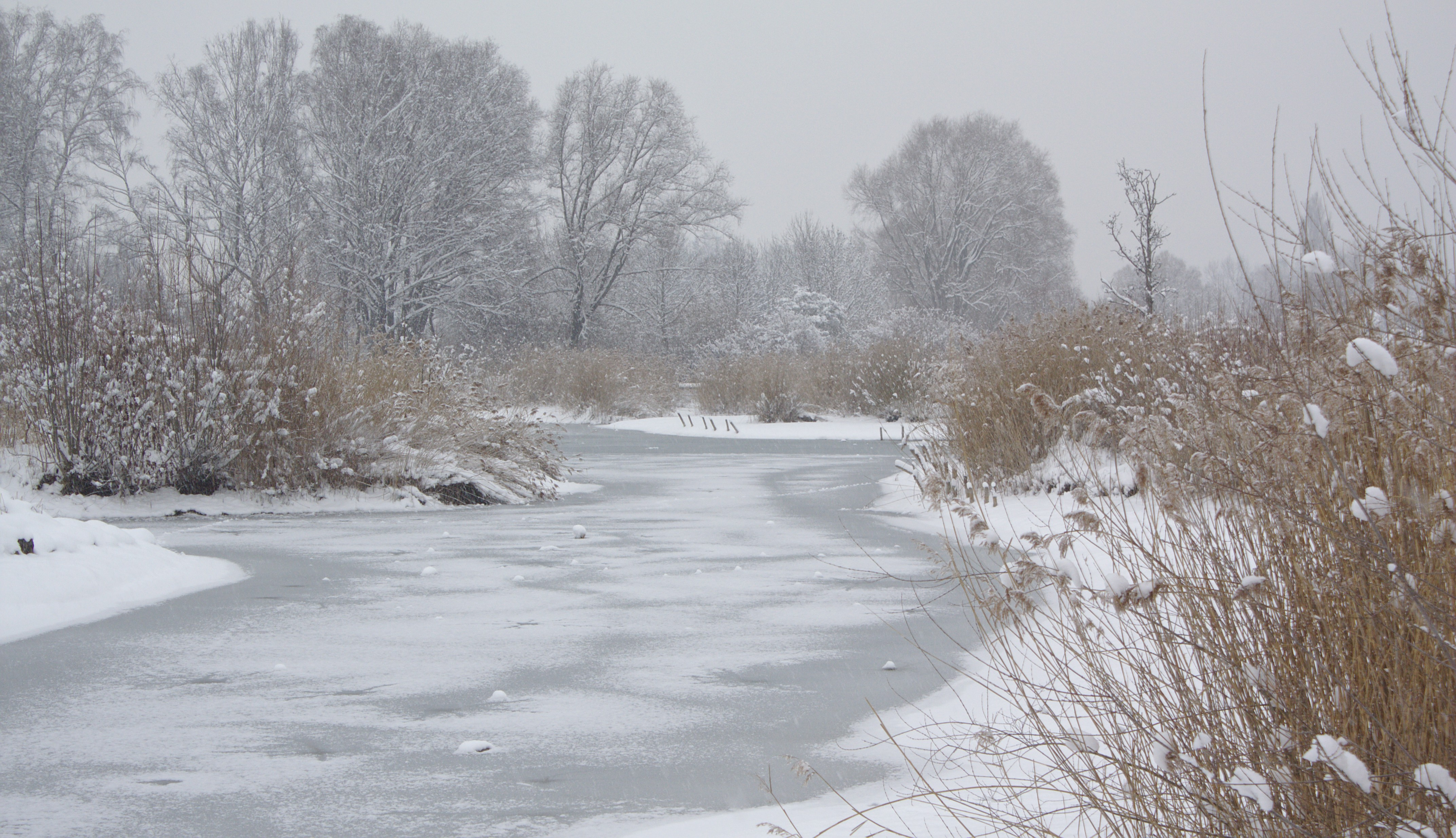
Ausläufer des Thunersees im Gwatt im Winter

## Geographie

Luftbild des Kander-Deltas von Werner Friedli (1949)

Gwatt bildet den südlichsten Teil der Gemeinde Thun. Es erstreckt sich entlang der Bahnstrecke und der Hauptstrasse zwischen Thun und Spiez. Im Südosten grenzt es an die Mündung der Kander und das Dorf Einigen (Gemeinde Spiez). Das Gebiet zwischen Kanderdelta und Gwattlischenmoos, in dem sich der Deltapark (früher Gwattzentrum oder Reformierte Heimstätte) befindet, gehört geographisch und postalisch zu Gwatt, politisch aber zur Gemeinde Spiez.
Der Strättlighügel im Südwesten und der Thunersee im Nordosten bilden natürliche Grenzen des Dorfes. Der Weiler Buchholz und das Dörfchen Schoren nördlich des ehemaligen Dorfes Gwatt bilden heute gemeinsam mit diesem das Leistgebiet Gwatt-Schoren-Buchholz. Nördlich davon befinden sich die Quartiere Neufeld und Dürrenast.

## Geschichte
Gwatt wurde erstmals 1296 als Wat urkundlich erwähnt. Der Name deutet auf eine Sumpflandschaft hin, wobei das führende G eine Mehrzahlbezeichnung darstellt. Der ganze tiefergelegene Teil des Ortes war ursprünglich versumpft und überschwemmungsgefährdet. Heute ist von den Feuchtgebieten nur noch das Gwattlischenmoos übriggeblieben, welches unter Naturschutz steht. Das flache Gelände bleibt aber von Überschwemmungen bedroht. Die Hochwasser von 1999 und von 2005 haben zu neuen Rekordpegelständen des Sees geführt und schwere Schäden angerichtet.
Das Dorf bestand anfänglich vor allem aus Einzelhöfen am Strättlighügel. Mit der zunehmenden Entsumpfung und dem Bau einer neuen Durchgangsstrasse begann sich die Dorfentwicklung in der ersten Hälfte des 19. Jahrhunderts in Richtung See zu verlagern. Im 20. Jahrhundert siedelte sich Industrie an, und es entstanden neue Wohnüberbauungen, durch welche das Dorf schliesslich mit der Stadt Thun zusammenwuchs.
Gwatt war der bedeutendste Ort der Gemeinde Strättligen. 1920 wurde Strättligen in Thun eingemeindet.

## Sehenswürdigkeiten
Auf dem Strättlighügel oberhalb von Gwatt befindet sich der Strättligturm, der bis 1872 als «Pulverturm» zur Lagerung von Schiesspulver verwendet wurde. Er wurde 1700 an der Stelle erbaut, wo sich ursprünglich der Stammsitz der Strättliger befand. Die Anlage ist im Besitz der Stadt Thun und nicht öffentlich zugänglich, kann aber für Feste gemietet werden.
Direkt am See liegt der Bonstettenpark. Er befindet sich seit 1960 in öffentlichem Besitz. Vorher war er Teil des Landsitzes Bellerive. Das Gebäude des Landsitzes beherbergt seit 1973 die regionale Musikschule.
Im Gwatt befindet sich die Bettlereiche, die grösste Stieleiche des Kantons Bern.